# 한국사회복지협의회
사회복지법인 한국사회복지협의회(韓國社會福祉協議會, Korea National Council on Social Welfare)는 사회복지에 관한 조사·연구와 각종 복지사업을 조성하고 각종 사회복지사업과 활동을 조직적으로 협의·조정하며 사회복지에 대한 국민의 참여를 촉진시킴으로써 대한민국의 사회복지증진과 발전에 기여하기 위하여 사회복지사업법에 의거 1952년 설립된 보건복지부 소관의 기타공공기관이다. 소재지는 서울특별시 마포구 만리재로 14, 5층 (공덕동, 한국사회복지회관)이다.

## 주요기능 및 역할
- 사회복지에 관한 조사, 연구 및 정책건의
- 사회복지 종사자에 대한 교육훈련, 복지증진
- 사회복지에 관한 자료수집, 각종간행물 발간 및 홍보
- 시, 도사회복지협의회 업무지원 및 협력증진
- 국제사회복지단체와의 교류협력
- 자원봉사활동의 진흥
- 사회복지 자원개발 및 정보화사업의 진흥
- 식품자원 기부촉진 기반조성
- 사랑나눔실천「1인1나눔 계좌 갖기운동」전개
- 소아암·백혈병 및 희귀·난치성질환환아 진료비지원 사업
- 사회공헌 문화주도 및 종합정보 제공
- 국가복지정보시스템 운영을 통한 사회복지시설 업무효율성 제고
- 보건복지가족부장관이 위탁하는 사회복지에 관한 업무 등

## 기관 연혁
- 1952년 2월 15일: 사단법인 한국사회사업연합회 설립
- 1970년 5월: 사회복지법인 한국사회복지협의회로 개칭
- 1984년 11월: 시, 도사회복지협의회 조직
- 1998년 12월: 시, 도사회복지협의회 독립법인 설립
- 2000년 9월: 제1회 사회복지의 날 기념식 개최
- 2002년 2월: 부설 사회복지연구소 설치
- 2002년 3월: 한국사회복지회관 준공
- 2003년 7월: 사회복지사업법 개정(법률제6960호)으로 시군구 사회복지협의회 법인화
- 2007년 5∼6월: 국가복지정보센터 개소 및 사회공헌정보센터 개소
- 2009년 12월: 국가복지정보센터 폐소(이관)

## 조직
- 총회
- 이사회
- 회장단회의

### 한국사회복지협의회장
- 감사
- 전문위원회
  - 사회복지직능위원회
  - 사회복지지역위원회

#### 사무총장
- 지역복지개발원
  - 지역복지지원단
  - 정책연구실
  - 교육연수실
- 경영지원실
- 전략기획실
- 대외협력실
- 자원봉사사업단
- 푸드뱅크사업단
- 사랑나눔사업단
- 나눔혁신사업단(기획실)
- 사회공헌(정보)센터